# Vad helst här i världen bedrövar min själ
Vad helst här i världen bedrövar min själ är en psalm om Guds ord av Agatha Rosenius från 1847. Melodi av Oscar Ahnfelt. 

## Publicerad i
- Hemlandssånger 1891 nr 344 under rubriken "Kärleken".
- Svenska Missionsförbundets sångbok 1920 nr 177 under rubriken "Guds ord".
- Sionstoner 1935 som nr 246 under rubriken "Nådens medel: Ordet".
- Guds lov 1935 som nr 397 under rubriken "Före och efter predikan".
- Sions Sånger 1951 nr 197.
- Sions Sånger 1981 nr 165 under rubriken "Kristlig vandel".
- EFS-tillägget 1986 som nr 714 under rubriken "Ordet".
- Lova Herren 1988 som nr 217 under rubriken "Ordet".